# Scrum (rugby)

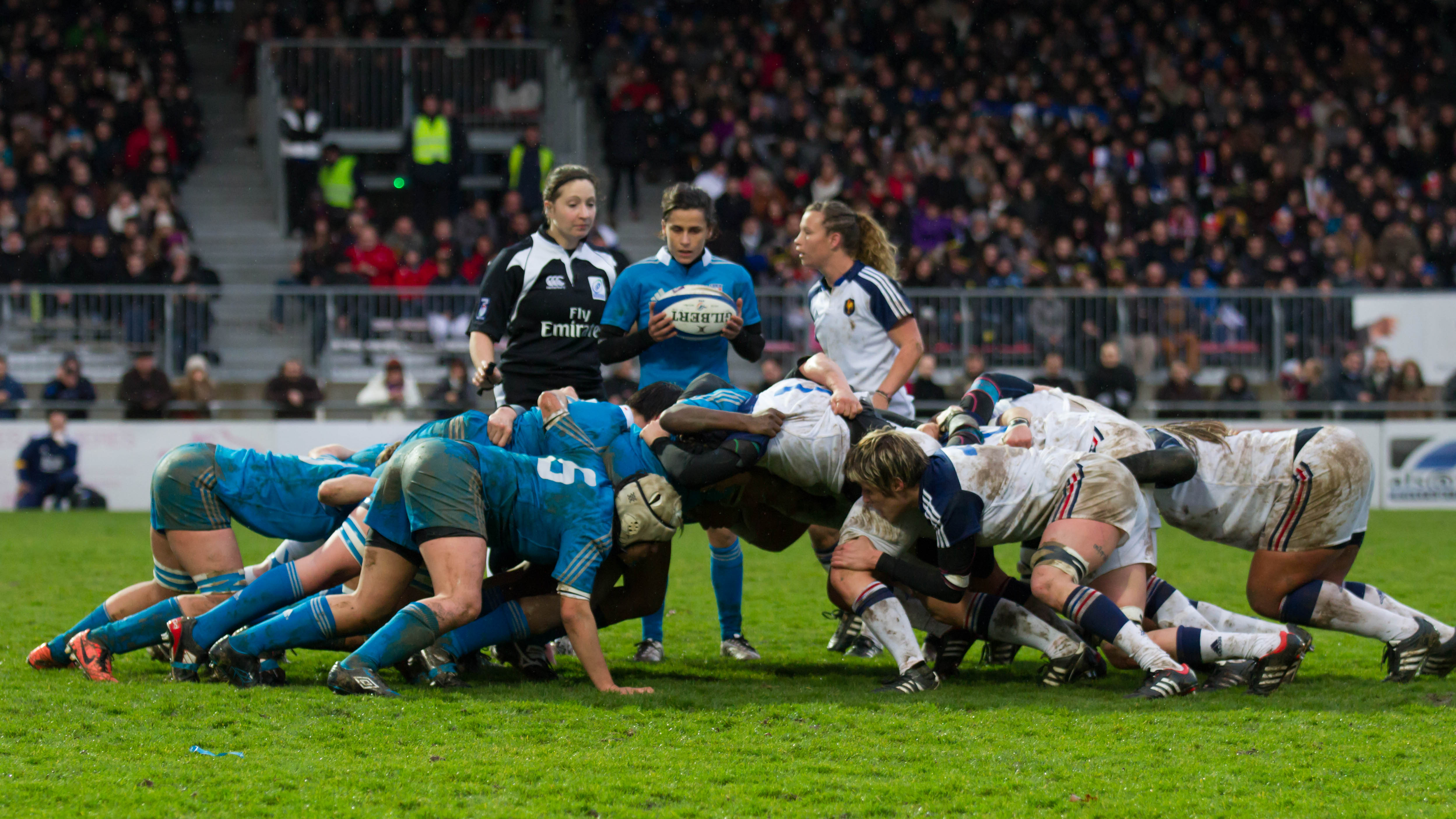
En la foto se muestran a las ocho delanteras de cada equipo de rugby formando el scrum o melé. De pie pueden verse a las medio-scrum de cada equipo -que deben arrojar la pelota al medio del scrum- y al réferi.

Scrum (llamado en España melé) en el juego de rugby es una formación fija cuya función es disputar la pelota y volver a ponerla en juego, luego de una falta menor. Según el reglamento en español de la World Rugby se denomina scrum, al igual que en idioma inglés, aunque en España se utiliza una traducción del reglamento que lo denomina melé, al igual que en Francia («mêlée»).
El scrum se forma mediante el enfrentamiento de dos bloques de jugadores enlazados, los packs, correspondiente cada uno a cada equipo. Cuando se va a realizar un scrum cada uno de los equipos forma un bloque con sus ocho delanteros o forwards, siguiendo una estructura de tres líneas establecida en el reglamento. Una vez formados, ambos packs deben agacharse y ubicarse uno frente al otro, para tomarse y esperar la indicación del árbitro para empezar a empujar con el fin de avanzar sobre el otro y obtener la pelota.

## Características y reglas

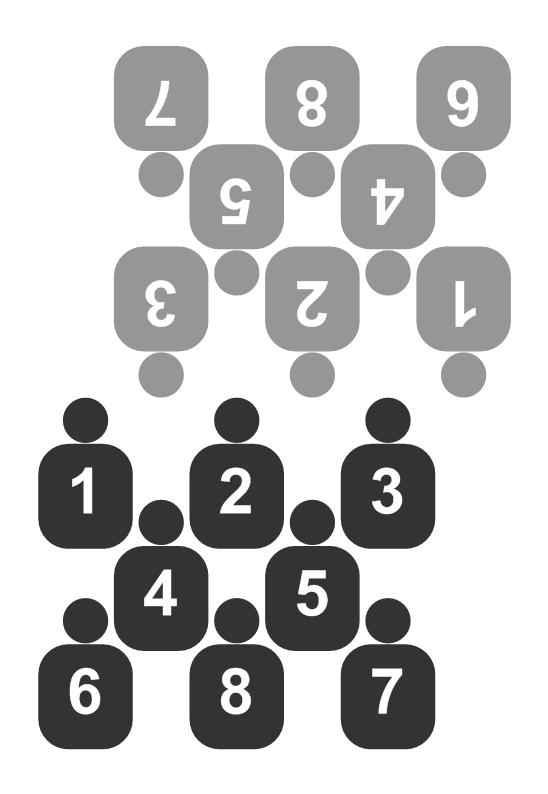
Gráfico de la estructura del scrum, con la indicación de cada jugador por el número de posición.

La regla principal sobre el scrum es la regla número 20 del reglamento. El scrum se utiliza para sancionar una falta leve y volver a poner la pelota en juego. La ventaja del equipo no sancionado consiste en el derecho de tirar la pelota en medio de ambos packs, pero una vez arrojada, los dos bloques de jugadores comienzan a empujar con el fin de hacer retroceder al otro y dejar la pelota de su lado, hasta que salga por detrás de la formación y pueda ser usada.
Cada uno de los bloques o packs de jugadores debe armarse y empujar según un sistema reglamentario, pensado en parte para evitar lesiones. Cada pack se forma con tres líneas de jugadores: una primera línea de tres jugadores, una segunda línea de dos jugadores y una tercera línea de tres jugadores. La primera línea está formada por los dos pilares uno a cada lado y el hooker en el medio, cuya función es usar su talón para enviar la pelota hacia atrás. La segunda línea está formada por dos jugadores, habitualmente jugadores altos. La tercera línea está formada por el ocho en el centro y a cada lado los alas. Los dos packs se oponen por la primera línea, intercalando las cabezas de los jugadores.
Para evitar lesiones se han establecido reglas sobre cómo y cuándo empujar en el scrum. Los jugadores irán formando el scrum a medida que el árbitro da las siguientes indicaciones: «cuclillas», «tomarse» y «ya» («crouch», «bind», «set», en inglés). Esta última es un aviso para las primeras líneas de cada equipo para que procedan a tomarse. Cuando la pelota es arrojada, ambos bloques deben empujar rectamente hacia adelante.
Sin formar parte del scrum, desempeña un papel de gran importancia el medio scrum, ya que a este jugador corresponde arrojar la pelota en el túnel central del scrum y tomarla cuando sale de su lado, por cualquier parte que no sea el túnel. Eventualmente también puede tomarla el ocho.
Si el scrum se derrumba el juego se detiene de inmediato y si el derrumbe fue ocasionado de manera intencional se sanciona con un penal. Lo mismo sucede si el scrum gira más de 90 grados.